# Pseudister suturalis
Pseudister suturalis är en skalbaggsart som först beskrevs av Schmidt 1896.  Pseudister suturalis ingår i släktet Pseudister och familjen stumpbaggar. Inga underarter finns listade i Catalogue of Life.